# Revolution X
Revolution X es un videojuego de tipo Matamarcianos desarrollado y publicado por Midway Games, lanzado en el año 1994. Se ha adaptado para las consolas Mega Drive y Super Nintendo en 1994, para DOS en 1995, PlayStation y Sega Saturn en 1996 por Acclaim Entertainment.
Cuenta con la banda Aerosmith.

## Sinopsis
En 1996, los Estados Unidos bajo la dictadura de la Nación del Nuevo Orden ("New Order Nation ", o NON), dirigido por la dominatriz Helga (protagonizada por Kerri Hoskins), ha declarado la guerra contra la cultura de la juventud y prohibió los videojuegos, música, televisión y vídeo. A medida que la banda Aerosmith está de gira en el X-Club de Los Ángeles, son capturados por las tropas y deben ser rescatados.

## Jugabilidad
El juego es un Matamarcianos en primera persona donde el jugador debe disparar a todo lo que se mueve en la pantalla para rescatar a los miembros de la banda. Los cinco miembros de Aerosmith se ocultan en el juego, y se deben encontrar a todos para ver la "verdadera" secuencia final.

## Banda sonora
La banda sonora se compone de varias canciones de Aerosmith que pasan de forma continua, tales como Eat the Rich, Sweet Emotion, Toys in the Attic y Walk This Way.
Las versiones para consolas incluyen las canciones Rag Doll en la pantalla del menú y las puntuaciones y Dude (Looks Like a Lady) en la secuencia final.

## Versiones
- Arcade (3 jugadores), 1994
- Mega Drive, 1995
- SNES, 1995
- PC, 1995
- Sega Saturn, 1996
- PlayStation, 1996

## Curiosidades
- La batalla final se lleva a cabo en el estadio de Wembley.
- El juego iba a estar originalmente basado en Jurassic Park, pero Midway perdió los derechos de uso a Sega.
- El logo de NON (New Order Nation) es similar al logo de NIN (Nine Inch Nails), e incluso la última "N" está a la inversa.
- El auto de Aerosmith es un Lamborghini Countach pintado de negro.
- Hubo planes para crear una nueva versión de Revolution X , en esta ocasión con Public Enemy, pero el juego de Midway con Aerosmith no había tenido mucho éxito en ventas.
- Las versiones de Super Nintendo y Mega Drive han eliminado las partes muy sangrientas y las escenas de las bailarinas exóticas (también interpretadas por Kerri Hoskins), quienes se muestran encadenadas para que salgan de frente a la pantalla únicamente. Las versiones de consolas de CD tienen más sangre, pero las bailarinas siguen viendo de frente a la pantalla únicamente.
- A veces, después de una gran explosión, Steven Tyler dice "Toasty!" una voz aguda y es una referencia a otro juego de Midway, Mortal Kombat II.
- La mayoría de las versiones caseras del juego no funcionan con una pistola de luz.